# Stazione di Ipogeo degli Ottavi
Stazione di Ipogeo degli Ottavi vasútállomás Olaszországban, Róma Ottavia városrészében. Nevét a közeli Ipogeo degli Ottavi nevű ókori föld alatti sírboltról kapta.

## Vasútvonalak
Az állomást az alábbi vasútvonalak érintik:
- Viterbo–Róma-vasútvonal

## Kapcsolódó állomások
A vasútállomáshoz az alábbi állomások vannak a legközelebb:
- Stazione di Ottavia (Stazione di Roma Tiburtina, FL3)
- Stazione di La Giustiniana (Stazione di Viterbo Porta Fiorentina, FL3)